# Colostygia cyrnaea
Colostygia cyrnaea är en fjärilsart som beskrevs av Hans Reisser 1927. Colostygia cyrnaea ingår i släktet Colostygia och familjen mätare. Inga underarter finns listade i Catalogue of Life.